# 金日根
金 日根（キム・イルグン、朝鮮語: 김일근、1955年 - ）は、朝鮮民主主義人民共和国の政治家。開城市人民委員会委員長、中央特区開発指導総局長などを歴任した。

## 経歴
1955年生まれ。出生地は不明。2003年6月30日に開かれた開城工業団地着工式に開城市人民委員会委員長として参加し、同職への就任が確認された。同年8月に最高人民会議第11期代議員に選出された。2007年10月2日に盧武鉉大統領が南北首脳会談に参加するため、軍事境界線を超えた大統領夫妻を出迎えた。2008年11月に開城工業団地の現場総責任者である中央特区開発指導総局長に転じ、南北経済協力協議事務所の閉鎖・開城工業団地の駐在人員の縮小・軍事境界線の通行制限・開城観光中断などを通知した。以降の動静は不明。